# Coussapoa jatun-sachensis
Coussapoa jatun-sachensis är en nässelväxtart som beskrevs av C.C. Berg. Coussapoa jatun-sachensis ingår i släktet Coussapoa och familjen nässelväxter. Inga underarter finns listade i Catalogue of Life.